# Relaciones Omán-Venezuela
Las relaciones Omán-Venezuela se refieren a las relaciones internacionales que existen entre Sultanato de Oman y República Bolivariana de Venezuela.

## Historia
El 11 de octubre de 2021, el canciller de Venezuela, Félix Plasencia, y el subsecretario de asuntos exteriores, Sheikh Khalifa bin Ali bin Issa Al-Harthy, sostuvieron una reunión.

## Misiones diplomáticas
- Venezuela cuenta con una embajada concurrente en Riad, Arabia Saudita.[2]
- Oman cuenta con una embajada concurrente en Brasilia, Brasil